# Santa Rita (Vichada)
Santa Rita es un centro poblado, perteneciente al municipio de Cumaribo situado en el departamento del Vichada, situado en el este de Colombia. Se encuentra localizada al oriente de la cabecera municipal sobre las aguas del río Vichada, es el punto intermodal en donde el sistema de transporte pasa de terrestre a fluvial y viceversa. Antiguamente fue un corregimiento departamental (Área no municipalizada) pero por ordenanza fue incluida al crear el municipio de Cumaribo en 1996.
Este es un punto estratégico y de transición de un sistema a otro ya que hasta aquí llega toda la mercancía por tierra desde el interior del país para ser transportada por agua hasta Inírida; igualmente allí llegan por agua todos los insumos y mercancías de Venezuela para ser llevados luego por tierra a diversos lugares en el municipio.